# 한국소프트웨어중개협회
한국소프트웨어중개협회는 2019년 12월 세무당국의 설립 신고(고유번호 317-82-77970)를 마치고 공식적으로 출범한 협회이다.
일부 개발 커뮤니티를 중심으로 소프트웨어 판매를 도와주는 창구가 있지만, 조금이라도 더 많은 창구가 생겼으면 하는 바람에서 한국소프트웨어거래중개협회를 창립한 것으로 알려졌다. 이를 통해 소비자 입장에선 손쉽게 소프트웨어를 접하고, 또 구매할 수 있는 창구가 되고, 판매자 입장에선 간편하게 소비자에게 소프트웨어를 판매할 수 있는 창구가 되는 소위 ‘오작교’의 역할을 수행한다는 방침이다. 이 과정에서 협회는 일체의 수수료를 받지 않을 계획이라고 천명했다. 협회 관계자는 “수익사업을 목적으로 설립한 것이 아니므로 ‘법인으로 보는 단체’ 로 설립을 진행했다” 고 밝히며 “회원사 비회원사 구분 없이 누구나 이용할 수 있도록 준비하고 있다” 고 말했다.

## 협회 이사장
초대 이사장으론 IT전문 개발 법인 ‘시크릿그룹 유한책임회사’ 조유진 업무집행자가 맡았다. 조유진 업무집행자는 뉴트리션 신문사와의 인터뷰에서 “회원사 비회원사 구분 없이 소프트웨어사업자가 보유하고 있는 좋은 소프트웨어를 소비자가 쉽게 접하고 판매가 이뤄짐에 따라 실질적인 수익이 발생할 수 있도록 최선의 노력을 다하겠다” 고 피력했다.